# Scopa (biologia)

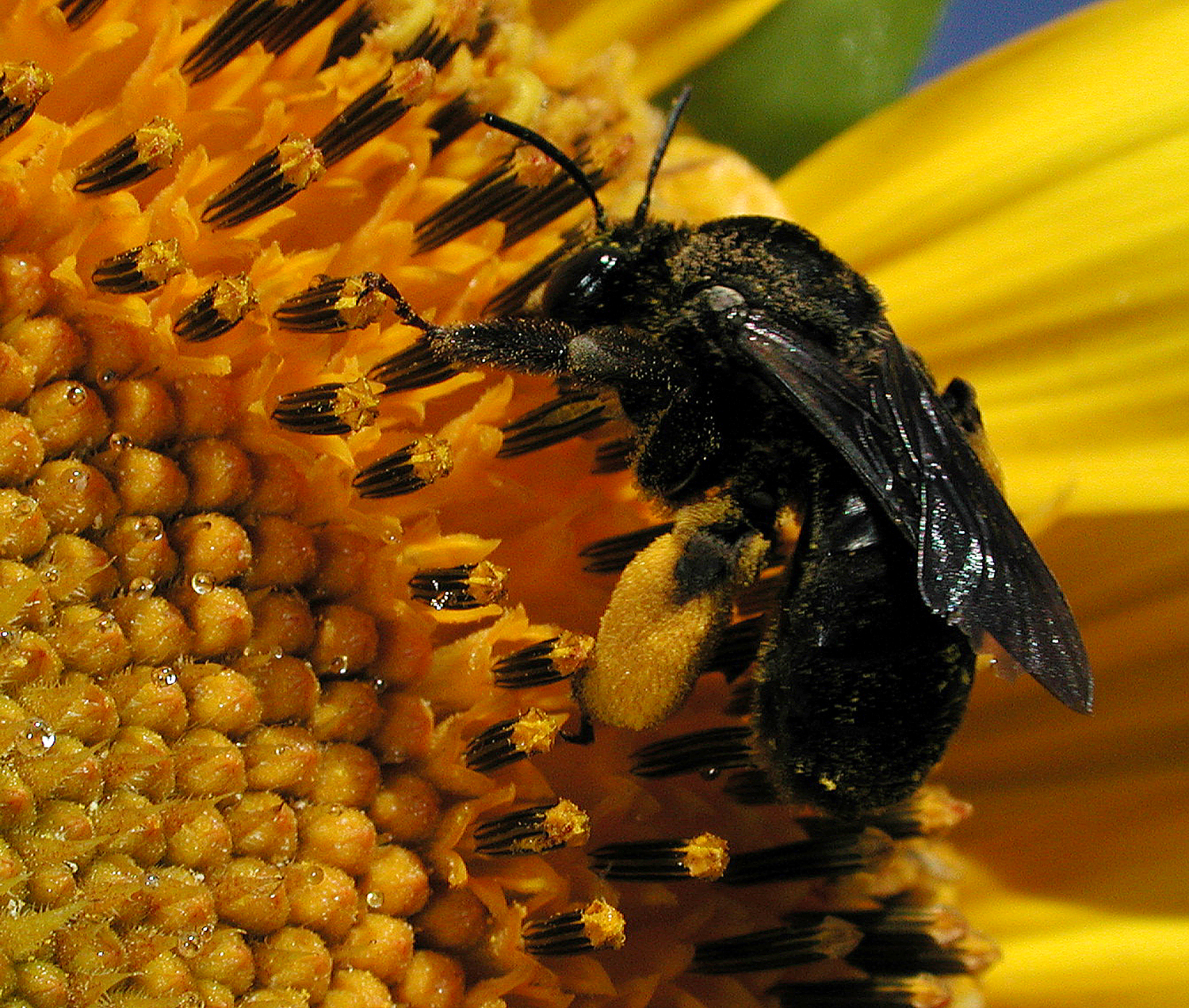
Un'ape del genere Melissodes con la scopa sulla tibia posteriore

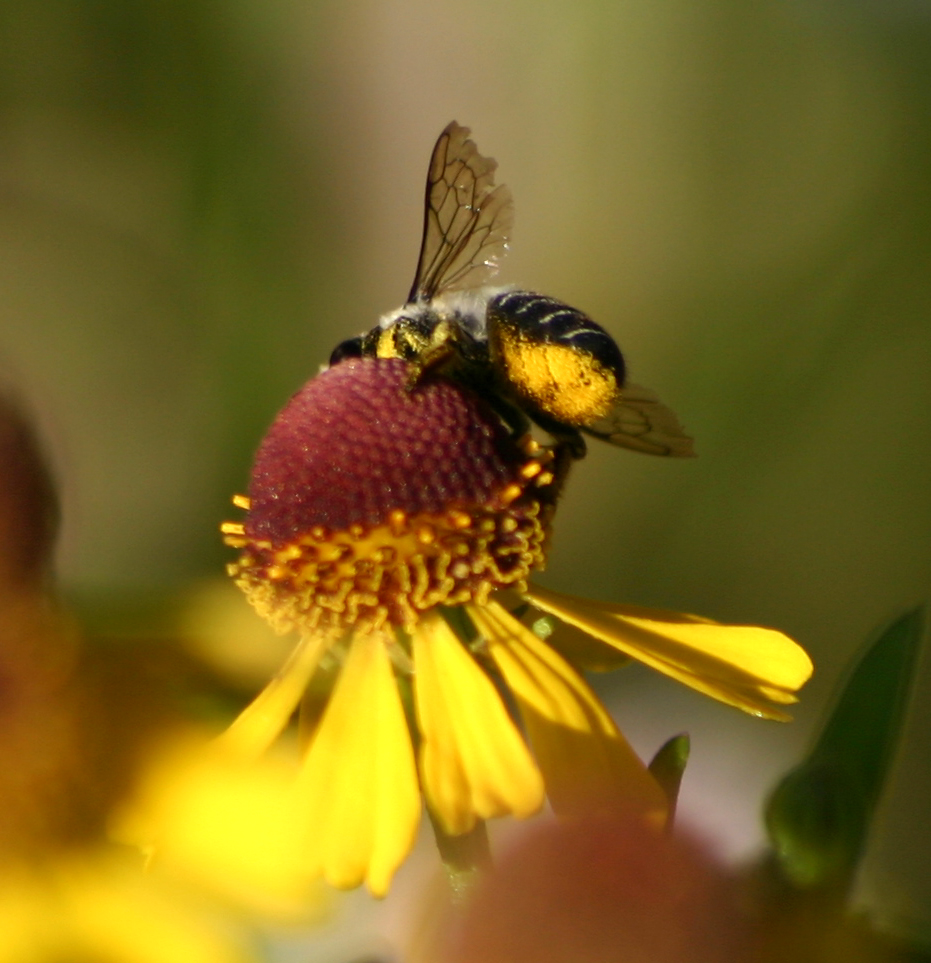
Un'ape del genere Megachile con la scopa ventrale

La scopa è una struttura per il trasporto del polline posseduta dalle femmine di diverse specie di api non parassite, che ha forme molto diverse da specie a specie.

Nella maggior parte delle specie la scopa è formata da una folta massa di setole tra le quali viene ammassato il polline, posizionate sulle tibie delle zampe posteriori, ma alcuni gruppi, come le famiglie Halictidae e Andrenidae, presentano queste setole anche sul femore e/o sul trocantere, o nella parte terminale del torace. 
Nelle specie appartenenti alla famiglia Megachilidae le setole che formano la scopa non si trovano sulle zampe, ma sono situate nella parte ventrale dell'addome; la struttura viene quindi chiamata scopa ventrale.
Nelle specie appartenenti alle tribù Apini, Bombini, Euglossini e Meliponini, la struttura per il trasporto del polline è particolarmente evoluta e viene chiamata corbicula.
Quando un'ape visita un fiore, il polline si deposita su tutto il suo corpo. Per trasferirlo sulla scopa deve essere raccolto da una sorta di spazzola fatta di setole più dure, situate sui tarsi basali di tutte le zampe, soprattutto le posteriori.
Alcuni gruppi di api, per esempio gli Hylaeus, trasportano il polline nella sacca melaria interna per poi rigurgitarlo nel nido, sono quindi sprovvisti di scopa. 
Le specie di api cleptoparassite non raccolgono il polline da sé, quindi non possiedono la scopa.